# Costești (Iași)
Costeşti es una comuna ubicada en el distrito de Iași, Rumania.

## Superficie
Cuenta con una superficie de 20,05 kilómetros cuadrados.

## Demografía
Hasta 2021 la población era de 1494 habitantes, con una densidad de población de 74,51 habitantes por kilómetro cuadrado.